# Pedro Olivos Jiménez
Pedro Olivos Jiménez es un pelotari mexicano. Durante los Juegos Olímpicos de Barcelona 1992 se hizo con la medalla de bronce en la especialidad de pelota mano junto a Francisco Vera Quiroz y Alfonso Izquierdo Ramírez. Durante el Campeonato del Mundo de Pelota Vasca de 2002 ganó la medalla de bronce en la especialidad de mano parejas, junto a Francisco Vera Quiroz. Durante el Campeonato del Mundo de Pelota Vasca de 2006 ganó la medalla de plata en la especialidad de mano parejas, junto a Silverio Landa Bueno. 